# ترومان سميث باكستر
ترومان سميث باكستر هو شخصية أعمال كندي، ولد في 24 نوفمبر 1867، وتوفي في 27 أكتوبر 1931 في فانكوفر في كندا.